# Gōtoku Sakai
Gōtoku Sakai (酒井 高徳 Sakai Gōtoku), född 14 mars 1991 i New York, USA, är en japansk fotbollsspelare som spelar för japanska Vissel Kobe. Sakai har en japansk far och tysk mor.